# 雷諾茲氏兵鯰
雷諾茲氏兵鯰，為輻鰭魚綱鯰形目美鯰科的其中一種，為熱帶淡水魚。分布於南美洲哥倫比亞Caquetá河上游流域，體長可達3.2公分，棲息在沙底質淺水域，生活習性不明。

## 扩展阅读
維基物種上的相關：雷諾茲氏兵鯰